# Admiral Makarov (Schiff, 1975)
Die Admiral Makarov (russisch Адмирал Макаров) ist ein russischer Eisbrecher der für die FESCO Transportation Group gebaut wurde. Das Schiff wird für Forschungsexpeditionen verchartert und dient als Versorgungsschiff. Es wurde nach Admiral Stepan Ossipowitsch Makarow benannt.

## Maschinenanlage
Die Admiral Makarov verfügt über neun Mittschiffs eingebaute Dieselgeneratoren der Firma Sulzer, Modell 2ZH40/48. Diese erzeugen je 3.383 kW Gleichstrom. Damit werden drei Strömberg Gleichstrommotoren betrieben, die mit je 8820 kW über jeweils eine Antriebswelle einen Festpropeller antreiben.

## Besondere Einsätze
1988 war die Admiral Makarov einer von zwei Eisbrechern, die der Operation Breakthrough zu hilfe kamen. Dabei sollten drei Grauwale aus dem Packeis in der Beaufortsee in Alaska befreit werden. Am 28. Oktober begann die Admiral Makarow eine 400 Yard breite und 30 Fuß tiefe Rinne durch das arktische Eis zu brechen, um den eingeschlossenen Tieren einen Weg in offenes Gewässer zu ermöglichen.
2011 unternahm die Admiral Makarov einen Rettungseinsatz in der Bucht von Sachalin um mehrere Fischerboote zu finden und zurückzubringen. Kapitän Gennady Antokhin wurde für diesen Einsatz der Verdienstorden für das Vaterland IV. Klasse verliehen.